# Platypalpus tachistiformis
Platypalpus tachistiformis är en tvåvingeart som beskrevs av Axel Leonard Melander 1927. Platypalpus tachistiformis ingår i släktet Platypalpus och familjen puckeldansflugor.
Artens utbredningsområde är Montana. Inga underarter finns listade i Catalogue of Life.